# Michael Friedrich (Mediziner)
Michael Friedrich (* 1966 in Wadern) ist ein deutscher Gynäkologe, Professor und Direktor der Klinik für Frauenheilkunde und Geburtshilfe am Helios Klinikum Krefeld. Seine klinischen und Forschungsschwerpunkte liegen im Bereich der operativen und medikamentösen Behandlung aller gynäkologischen Malignome einschließlich des Mammakarzinoms.

## Leben
Friedrich studierte Humanmedizin von 1985 bis 1991 an der Medizinischen Fakultät der Albert-Ludwigs-Universität Freiburg. Seit 1988 ist er Mitglied der katholischen Studentenverbindung KDStV Hercynia Freiburg im Breisgau. Im Anschluss an das Studium absolvierte er bis 1997 seine Facharztausbildung als Frauenarzt. 1999 wurde er zum Oberarzt an der Universitäts-Frauenklinik Homburg/Saar ernannt. Die Approbation erfolgte im Jahr 1992. Zu Wissenschaftlichen Hospitationen arbeitete Friedrich 2003 und 2004 am Memorial Sloan-Kettering Cancer Center, New York, am Northern Gynecologic Oncology Center, Queen Elizabeth Hospital, Gateshead, Großbritannien und am Istituto Nazionale per lo Studio e la Cura die Tumori, Mailand und European Institute of Oncology. 2003 wurde er Leitender Oberarzt und 2004 Stellvertretender Klinikdirektor der Universitäts-Frauenklinik des Universitätsklinikums Schleswig-Holstein, Campus Lübeck. 2005 schloss Friedrich ein Fernstudium Betriebswirtschaft für Ärzte an der FH Köln ab. Das Helios Klinikum Krefeld berief Friedrich 2007 zum Direktor der Klinik für Frauenheilkunde und Geburtshilfe mit Brustzentrum, Gynäkologischem Krebszentrum, Kontinenzzentrum, Endometriosezentrum und Perinatalzentrum Level I sowie Zentrum für Pränatalmedizin. Seit 2009 leitet er die Fachgruppe Gynäkologie und Geburtshilfe der Helios Kliniken. Im Jahr 2000 wurde er Mitglied der Organkommission Mamma der Arbeitsgemeinschaft Gynäkologische Onkologie und maßgebliche Beteiligung an der Entwicklung der Leitlinien zur Behandlung des Brustkrebs. Seit 2010 ist er Mitglied der Ethikkommission der Ärztekammer NRW und seit 2012 Mitglied des Vorstandes der Bundesarbeitsgemeinschaft Leitender Ärztinnen und Ärzte in der Frauenheilkunde und Geburtshilfe e.V. (BLFG). Im Jahr 2016 wurde er aufgrund seiner Expertise in der operativen Behandlung gynäkologischer Malignome in die international reputierte Society of pelvic Surgeons berufen. Friedrich habilitierte sich im Jahr 2000 zum Thema des Vitamin D Stoffwechsels in der gynäkologischen Onkologie an der Universitäts-Frauenklinik Homburg/Saar und wurde 2005 zum außerplanmäßigen Professor für Frauenheilkunde von der Medizinischen Fakultät der Universität Lübeck ernannt.

## Beiträge in Wissenschaft und Forschung
Friedrich unternahm experimentelle Untersuchungen zum Vitamin-D- und Prostaglandin-Stoffwechsel in der Gynäkologischen Onkologie. Er wies erstmals den Vitamin D Rezeptor beim Vulvakarzinom und seinen Vorstufen nach, was klinische Implikationen nach sich zog. Ferner widmete er sich dem Stellenwert des DNA-Mismatch Reparatur-Systems in der Pathogenese des Mammakarzinom und in der Entwicklung einer Chemotherapie-induzierten Resistenz. Es folgten prospektiven Untersuchungen zur Evaluierung von BoneTRAP als Serummarker für die Knochenresorption und zum Monitoring einer oralen Bonefos-Therapie beim ossär metastasierenden Mammakarzinom und zum Postaggressionsstoffwechsel nach unterschiedlichen gynäkologischen Operationsverfahren. Eine besonderen Schwerpunkt seiner Forschungstätigkeit widmete er dem Eierstockkrebs. So  evaluierte Friedrich die Effektivität neuer Chemotherapeutika in der Therapie von humanen Ovarialkarzinom-Xenotransplantaten. und den Nutzen der hyperthermen intraperitonealen Chemotherapie beim Eierstockkrebs.

## Mitgliedschaft in wissenschaftlichen Vereinigungen und Editorial Boards
Friedrich ist Mitglied in u. a. folgenden wissenschaftlichen Vereinigungen:European Society of Gynecologic Oncology (ESGO), International Gynecologic Cancer Society (IGCS), European Society for Medical Oncology (ESMO), American Society of Oncology (ASCO), European Society of Mastology Oncology (EUSOMA), Arbeitsgemeinschaft Gynäkologische Onkologie (AGO) der Deutschen Krebsgesellschaft, Society of Pelvic Surgeons Friedrich ist ferner Mitglied des Vorstands der Bundesarbeitsgemeinschaft leitender Ärztinnen und Ärzte in der Frauenheilkunde und Geburtshilfe e.V. (BLFG)
Friedrich war oder ist Mitglied im Editorial Board bzw. im Beirat von International Journal Clinical and Experimental Obstetrics and Gynecology (1999), European Journal of Gynaecological Oncology (2004), Scientific Advisory Board des International Institute of Anticancer Research (2004), International Journal IN VIVO (2007), ISRN Obstetrics and Gynecology (2010). Ferner ist Friedrich als Gutachter wissenschaftlicher Fachmagazine tätig, unter anderem beim European Journal of Gynaecological Oncology, European Journal of Cancer und beim European Journal of Gynecology, Ostetrics and Reproductive Biology.

## Ehrungen und Auszeichnungen
- Wissenschaftspreis der Mittelrheinischen Gesellschaft für Gynäkologie und Geburtshilfe (1999)
- Wissenschaftspreis der Norddeutschen Gesellschaft für Gynäkologie und Geburtshilfe (2003)
- Gesellschaft für angewandte Metaforschung: "Auszeichnung als zu den führenden Forschern der Medizin gehörig aufgrund der Beachtung in der Science Community" (2003)

## Publikationen
- Michael Friedrich: ResearchGate-Publikationsliste